# 大師寺 (広島県海田町)
大師寺（だいしじ）は広島県安芸郡海田町にある高野山真言宗の寺院。海田のお大師さん（かいたのおだいしさん）、海田の毘沙門さん（かいたのびしゃもんさん）とも。

## 概要
広島新四国八十八ヶ所霊場第三十五番札所で、『厄除けのみ寺』や『海田のお大師さん』、『海田の毘沙門さん』の愛称で知られる。1840年 (天保11年) 日の浦山の中腹に創建。 1868年 (明治元年) には、信貴山より守護神として毘沙門天を勧請した。毘沙門天王は、商売繁盛、心願成就の守護神として位置づけられている。信貴山広島別院として昇格した折に、信貴山真言宗の総本山、朝護孫子寺をモデルに毘沙門天本堂を再建した。舞台作りで、眼下に海田港を見下ろす眺望に定評がある。また、「日の浦山新四国八十八ヶ所霊場」として、裏山より山頂までに石仏を安置しており、山全体を信仰の霊場として一般に開放している。

## 年中行事
- 1月1日～1月3日 修正会
- 2月3日 節分会
- 4月21日 正御影供
- 7月3日 毘沙門天王出現大祭
- 8月16日 大文字精霊送り
- 毎月3日 毘沙門天王御縁日
- 毎月21日 弘法大師御縁日

## アクセス
- JR山陽本線・呉線海田市駅から徒歩約10分

## 隣の札所
広島新四国八十八ヶ所霊場
34 豊稔寺 -- 35 大師寺 -- 36 蓮華寺